# Hèrmies de Cària
Hèrmies de Cària (en llatí Hermeias o Hermias, en grec antic Ἑρμείας o Ἑρμίας) fou un funcionari d'origen cari que va arribar a favorit de Seleuc III Ceraune (o Soter) (225 aC-223 aC) i se li va encarregar portar els afers polítics de Síria com a regent mentre el rei va anar en expedició al Taure, expedició en el curs de la qual va morir (223 aC).
Això va deixar a Hèrmies amb tot el poder, ja que l'hereu i successor, Antíoc III el Gran, era llavors menor d'edat (15 anys). La revolta dels sàtrapes Moló i Alexandre a la Mèdia segurament hauria requerit la presència del jove rei, però Hèrmies el va convèncer d'enviar als generals Xenó i Teodot Hemioli, mentre Hèrmies i el rei avançarien per Celesíria llavors en mans dels Ptolemeus. Però les tropes reials van ser derrotades per Ptolemeu IV Filopàtor en aquesta regió, i a Mèdia els dos generals enviats també van ser derrotats i així Moló es va fer amo de diverses províncies de la regió del Tigris.
Hèrmies es va seguir oposant a que el rei marxés contra els sàtrapes rebels però aquesta vegada Antíoc no li va fer cas i a la primavera següent el rei va agafar el comandament i va anar a la Mèdia. Hèrmies es va poder desfer del seu rival Epígenes amb un fals càrrec de conspiració, però la seva manca de capacitat militar va quedar en evidencia quan Antíoc va seguir els consells de Zeuxis en contra dels d'Hèrmies, i va derrotar els sàtrapes rebels recuperant les províncies que s'havien perdut.
Poc temps després Antíoc va tenir un fill de la seva dona Laodice i l'ambiciós ministre va pensar a desfer-se d'Antíoc per governar en nom d'aquest infant. Però el complot va ser descobert per una revelació al rei, i aquest, que esperava també l'oportunitat per desfer-se del seu ministre en el que ja no confiava, va aprofitar per fer-lo matar per enverinament pel seu metge Apol·lofanes i altres amics. Polibi, que és la única autoritat per aquests fets, descriu a Hèrmies com una persona cruel i sense escrúpols, i diu que la seva mort va comportar una alegria general.